# Arménie aux Jeux olympiques de la jeunesse d'hiver de 2016
L'Arménie participe aux Jeux olympiques de la jeunesse d'hiver de 2016 à Lillehammer en Norvège du 12 au 21 février 2016. Deux athlètes représentent le pays pour cette édition.

## Résultats

### Patinage artistique
| Athlète             | Programme court | Programme court | Programme libre | Programme libre | Total  | Total |
| Athlète             | Points          | Rang            | Points          | Rang            | Points | Rang  |
| ------------------- | --------------- | --------------- | --------------- | --------------- | ------ | ----- |
| Anastasia Galustyan | 55,89           | 7               | 77,32           | 11              | 133,21 | 10    |

### Ski de fond
| Athlète            | Épreuve             | Qualifications | Qualifications | Demi-finale   | Demi-finale | Finale         | Finale |
| Athlète            | Épreuve             | Temps          | Rang           | Temps         | Rang        | Temps          | Rang   |
| ------------------ | ------------------- | -------------- | -------------- | ------------- | ----------- | -------------- | ------ |
| Mikayel Miyakelyan | 10 km freestyle     | NC             | NC             | NC            | NC          | 26 min 12 s 10 | 26     |
| Mikayel Miyakelyan | Sprint classique    | 3 min 16 s 38  | 35             | NC            | NC          | NC             | NC     |
| Mikayel Miyakelyan | Cross-country cross | 3 min 18 s 48  | 27             | 3 min 14 s 65 | 9           | NC             | NC     |